# Medibank International Sydney 2009
Medibank International Sydney 2009 var en tennisturnering som spelades utomhus på hard court mellan 11 och 17 januari i Sydney, Australien. Det var den 42:a upplagan av turneringen och den var en del av 250 Series på ATP-touren och Premier på WTA-touren.

## Mästare

### Herrsingel
David Nalbandian vann över  Jarkko Nieminen, 6-3, 6-7(9), 6-2

### Damsingel
Jelena Dementieva vann över  Dinara Safina, 6-3, 2-6, 6-1

### Herrdubbel
Bob Bryan /  Mike Bryan vann över   Daniel Nestor /  Nenad Zimonjic, 6-1, 7-6(3)

### Damdubbel
Hsieh Su-wei /  Peng Shuai vann över  Nathalie Dechy /  Casey Dellacqua, 6-0, 6-1